# Bröderna Moberg
Harry och Valter Moberg, födda 5 mars 1915 i Sandviken var två svenska bröder och orgelbyggare.  De specialiserade sig under yrkeslivet på att restaurera äldre orglar.

## Bakgrund
Föräldrarna Engelbert och Alida Moberg var båda musikaliska och spelade flera instrument. Äldre syskon var Gunnar och Elsa. Elsa - utbildad pianist - gifte sig med violinisten John Vesterlund. På 30-talet startade John Vesterlund orgelbyggeri. Bröderna fick gå i lära hos Vesterlund. År 1933 restaurerade firman orgeln i Lövstabruk byggd av Johan Niclas Cahman 1728. Det blev en upplevelse som resulterade i brödernas stora intresse för historiska orglar. De var då 18 år gamla. De träffade där orgelhistorikern Bertil Wester och senare även Einar Erici. Även han var orgelhistoriker med intresse av att kartlägga de gamla orglarna i Sverige. 
Bröderna Moberg startade eget orgelbyggeri på 1940-talet. De blev pionjärer när det gäller restaurering av historiska orglar. Det fanns ca 4000 orglar i Sverige varav 200 klassificerades som kulturhistoriskt värdefulla av Riksantikvarieämbetet. Tillsammans med medarbetaren Ville Pettersson har de restaurerat ca 90 historiska orglar. Bland de mest kända restaureringarna är restaureringen av orgeln i Åtvids gamla kyrka byggd av Jonas Wistenius år 1751, som rekonstruerades till 70 procent. Albert Schweitzer har spelat på den restaurerade orgeln och uttalade sig positivt om rekonstruktionen. Orgeln i Seglora kyrka på Skansen i Stockholm restaurerades 1963. Orgeln är byggd av Jonas Ekengren 1777. Orgeln i Tjällmo kyrka, byggd av Isac Risberg 1710, restaurerades 1968. 
Deras engagemang resulterade i flera ljudinspelningar och filminspelningar  av de restaurerade orglarna och ett flertal artiklar i Kyrkomusikernas Tidning och Orgelforum. Dessutom utställningar och föredrag. 
Bröderna Mobergs arbete utfördes utifrån deras konserveringsidé: ”Ändamålet med att konservera gamla kyrkorglar är att framställa en komplett rad av orglar från gången tid, där varje konserverat orgelverk skall vara en stiltrogen representant för sin stilepok och i mesta möjliga grad uppvisa sin byggmästares personliga och konstnärliga karaktäristica, sådana de voro vid byggnadstillfället.”
De dokumenterade alla sina restaureringar och övriga större arbeten med fotografier och förklarande text över utförda ingrepp. 
Deras arkiv finns idag på riksantikvarieämbetet i Stockholm.

## Verklista
En lista över orglar restaurerade av Bröderna Moberg mellan 1940 och 1990 (ca 88 restaureringar)

### Galleri

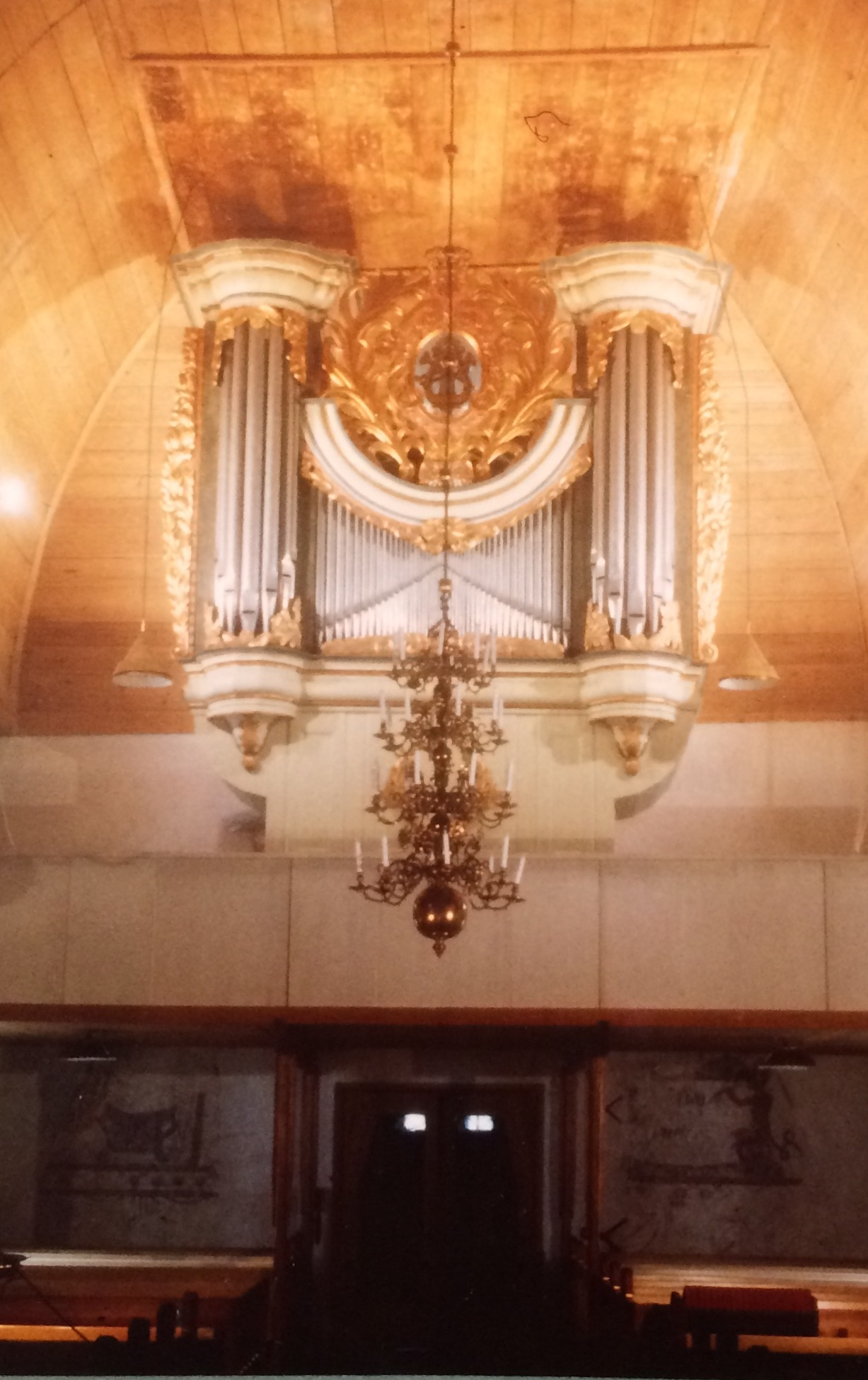
Fasad Tjällmo

### Sverige

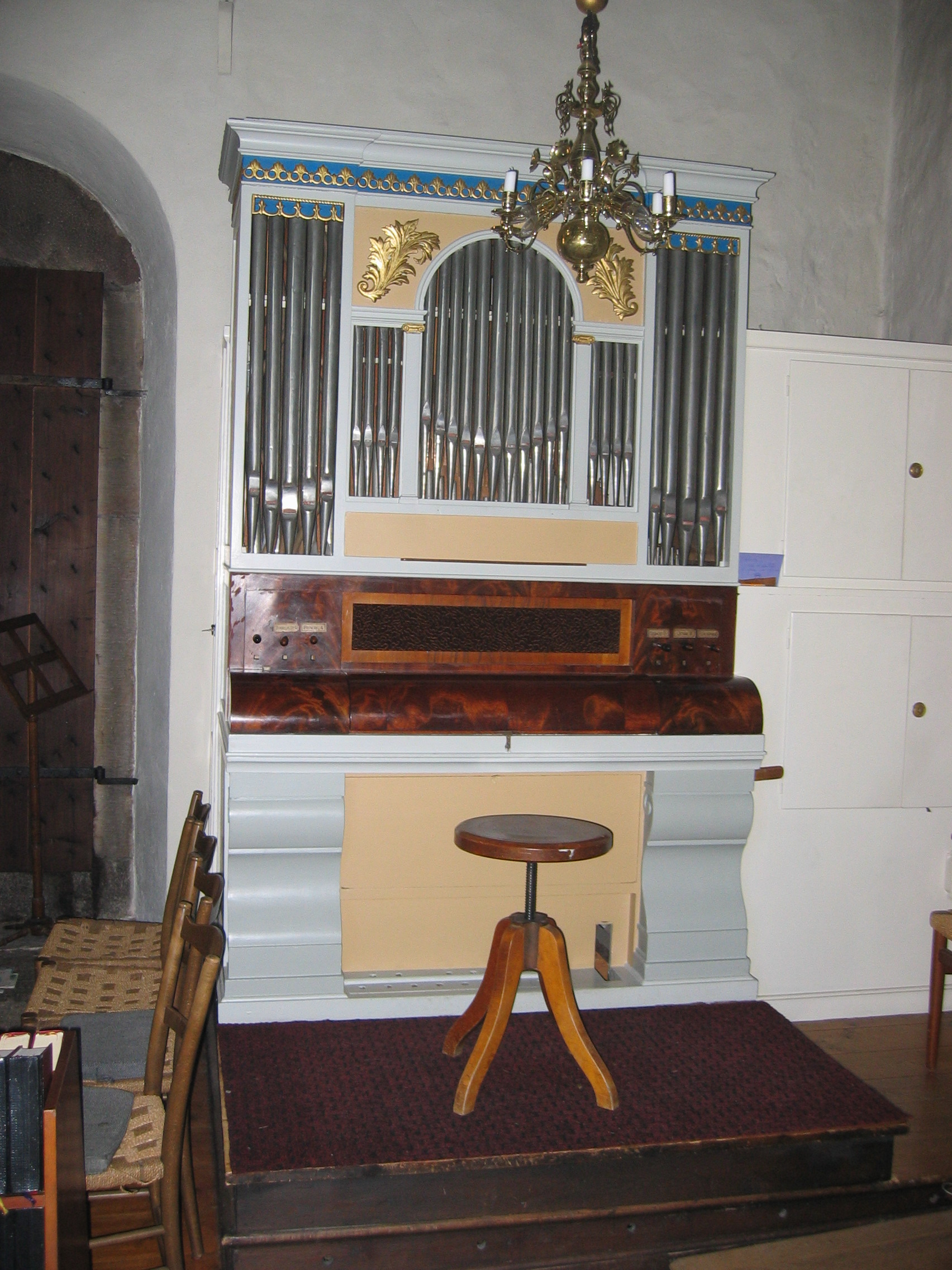
Hjälmseryd

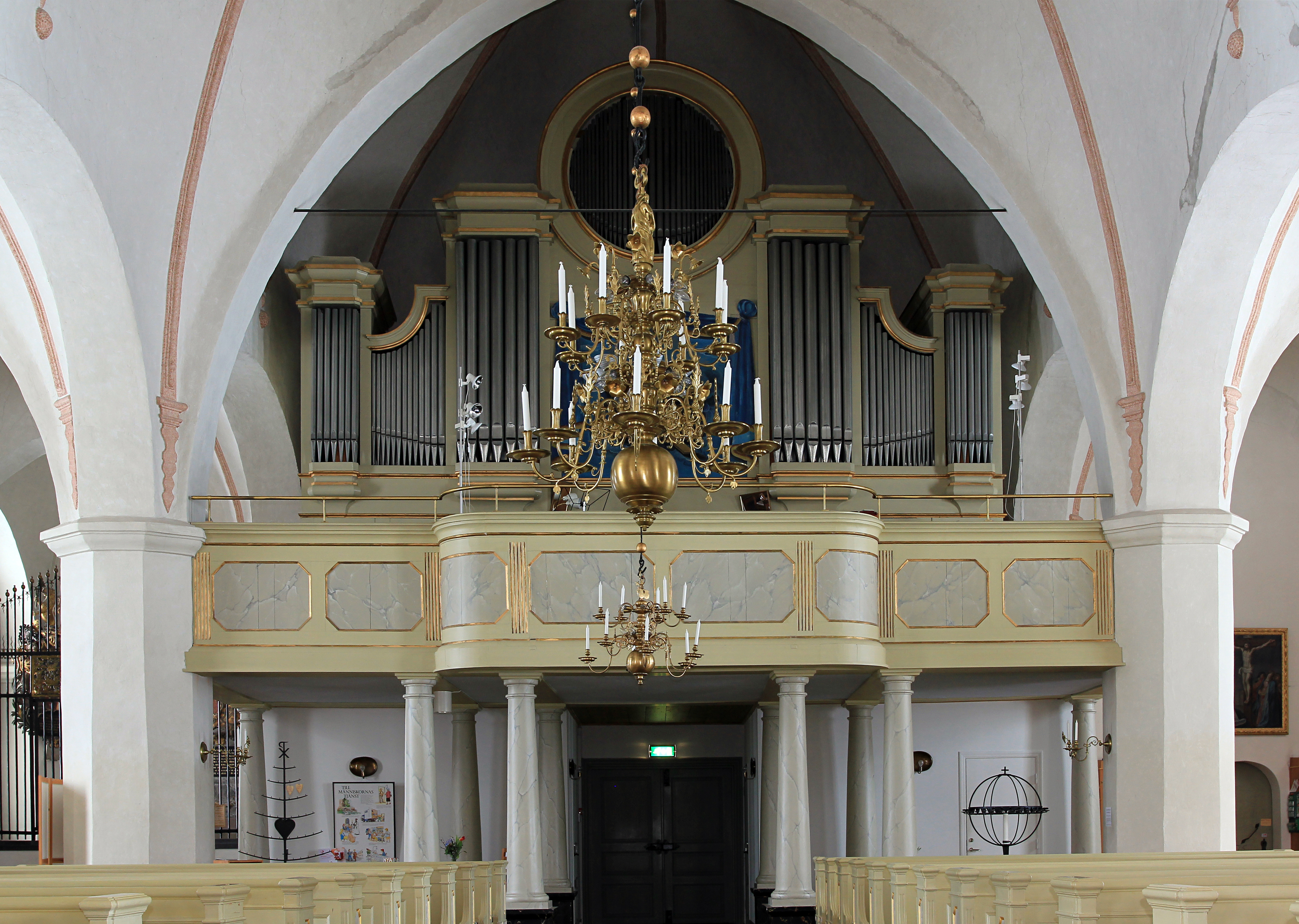
Söderbärke

| Plats                                                    | År            | Byggd avs                                                                                                   |
| -------------------------------------------------------- | ------------- | --- |
| Alvesta kyrka                                            | 1964          | Pehr Schiörlin (1778) (Positiv - liten orgel)                                                               |
| Angarns kyrka                                            | 1970          | Pehr Strand (1849)                                                                                          |
| Asks kyrka, Östergötland                                 | 1950          | Olof Hammarberg (1929)                                                                                      |
| Avesta kyrka                                             | 1989          | A Magnussons Orgelbryggeri (1938)                                                                           |
| Balingsta kyrka                                          | 1974          | Åkerman & Lund (1898)                                                                                       |
| Björskogs kyrka                                          | 1988          | Eskil Lundén (1914)                                                                                         |
| Bladåkers kyrka                                          | 1952          | Johan Lambert Larsson (1842)                                                                                |
| Botilsäters kyrka                                        | 1974          | A P Lokrantz (1921)(fasad från 1882)                                                                        |
| Brunnby kyrka                                            | 1980          | Setterquist & Son 1912                                                                                      |
| Bäckebo kyrka                                            | 1952          | Johannes Magnusson 1848                                                                                     |
| Bälinge kyrka, Uppland                                   | 1955          | Eisenmenger & Herman 1632. Fasad av Mårten Redtmer som smyckade regalskeppet Wasa                           |
| Böhmiska positivitet, Musik- och teatermuseet, Stockholm | 1964          | Anton Streit (ca. 1700)                                                                                     |
| Börje kyrka                                              | 1958          | Daniel Wallenström (1856)                                                                                   |
| Djursdala kyrka                                          | 1965          | Anders Jonsson 1841 Borttagning av crescendoskåp                                                            |
| Edebo kyrka (Stockholms län)                             | 1951 och 1983 | Byggd efter förslag av Berg i Alunda. Nedtogs 1926, återuppsatt 1951 i sitt gamla skick av Bröderna Moberg. |
| Envikens gamla kyrka                                     | 1950          | Gustaf Wilhelm Becker (1872)                                                                                |
| Eskilsäters kyrka                                        | 1949          | Johan Everhardt Jr (1820)                                                                                   |
| Flisby kyrka                                             | 1974          | Sven Nordström 1856                                                                                         |
| Folkströms kapell (Hällestads socken)                    | 1953          | Johan Agerwall (1700)                                                                                       |
| Folkärna kyrka                                           | 1984          | Johannes Magnusson 1931 Fasad från 1853                                                                     |
| Forssa kyrka (Södermanland)                              | 1984          | Setterquist & Son 1879                                                                                      |
| Gammalkils kyrka                                         | 1975          | Pehr Schiörlin 1806 (Albert Schweitzer har spelat på orgeln)                                                |
| Garpenbergs kyrka                                        | 1969          | Setterquist & Son 1904 (Orgeln ovanför altaret)                                                             |
| Grythyttans kyrka                                        | 1987          | Setterquist & Son 1904. Fasad från 1780                                                                     |
| Gävle Heliga Trefaldighet                                | 1955          | Setterquist & Son 1889, John Vesterlund 1939                                                                |
| Gävle högre allmänna läroverk, Vasaskolan                | 1983          | Pehr Larsson Åkerman 1876                                                                                   |
| Gävle, Immanuelskyrkan                                   | 1962          | E H Eriksson 1906                                                                                           |
| Gävle, Soldatkyrkan                                      | 1984          | E H Eriksson (1918)                                                                                         |
| Harakers kyrka                                           | 1967          | Pehr Lund (1930)                                                                                            |
| Hjälmseryds gamla kyrka                                  | 1953          | Johannes Magnusson 1850~                                                                                    |
| Häradshammars kyrka                                      | 1954          | Jonas Fredric Schiörlin 1821                                                                                |
| Jättendals kyrka                                         | 1963          | Lars Niclas Nordquist 1839                                                                                  |
| Karlskrona, Trefaldighetskyrkan                          | 1961–1962     | Pehr Zacharias Strand (1827)                                                                                |
| Kristinehamns kyrka                                      | 1982          | Setterquist & Son (1921) (Fasad från 1858)                                                                  |
| Kuddby kyrka                                             | 1954–1955     | Sven & Erik Nordström (1882)                                                                                |
| Kvarsebo kyrka                                           | 1949, 1974    | Johan Lund (1852)                                                                                           |
| Lannaskede gamla kyrka                                   | 1952          | Lars Solberg (1734)                                                                                         |
| Linköpings domkyrka                                      | 1975–1976     | Setterquist & Son (1929) (Fasad från 1723)                                                                  |
| Långseruds kyrka                                         | 1982          | Eskil Lundén (1917)                                                                                         |
| Njutångers kyrka                                         | 1940~         | Th J Trayser XXXX harmonium                                                                                 |
| Normlösa kyrka                                           | 1954          | Sven Nordström (1854)                                                                                       |
| Norra Solberga kyrka                                     | 1972          | Nils Ahlstrand (1836)                                                                                       |
| Nyeds kyrka                                              | 1955–1956     | Elias Witting (1707 Körorgeln)                                                                              |
| Nysätra kyrka, Uppland                                   | 1973          | Per Gullbergsson & Jonas Wengström (1839)                                                                   |
| Oslättfors kapell                                        | 1961          | Bröderna Moberg (1944)                                                                                      |
| Rasbokils kyrka)                                         | 1971          | Pehr Zacharias Strand (1829)                                                                                |
| Rönö kyrka                                               | 1975          | Gustaf Andersson & Son (1855)                                                                               |
| Sandvikens baptistkyrka                                  | 1977–1978     | Olof Hedlund (1739)                                                                                         |
| Sandvikens kyrka                                         | 1976          | Åkerman & Lund (1931)                                                                                       |
| Seglora kyrka, Skansen, Stockholm                        | 1962–1963     | Jonas Ekengren (1778)                                                                                       |
| Skirö kyrka                                              | 1961          | Johannes Magnusson (1857)                                                                                   |
| Skällviks kyrka                                          | 1964          | Jonas Wistenius (1762)                                                                                      |
| Snavlunda kyrka                                          | 1980          | Åkerman & Lund (1943)                                                                                       |
| Svartnäs kyrka                                           | 1956          | Jonas Wängström (1848)                                                                                      |
| Svinnegarns kyrka                                        | 1957          | Carl Wåhlström 1769                                                                                         |
| Svärdsjö kyrka                                           | 1964          | Åkerman & Lund (1943) Fasad från 1738                                                                       |
| Sätra brunns kyrka                                       | 1953          | Daniel Wallenström (1867)                                                                                   |
| Söderbärke kyrka                                         | 1956          | Niclas Furtwängler & Hammer (1923) (fasad från 1738)                                                        |
| Söderbärke kyrka                                         | 1956          | Niclas Söderström (1795)                                                                                    |
| Teda kyrka                                               | 1949          | Pehr Niclas Forssberg (1785)                                                                                |
| Tjällmo kyrka                                            | 1968 - 1969   | Isac Risberg (1710)                                                                                         |
| Trönö gamla kyrka                                        | 1968          | P Z Strand 1800 (Pehr Zacharias Strand)                                                                     |
| Trönö nya kyrka                                          | 1971          | Åkerman & Lund (1895)                                                                                       |
| Tåby kyrka                                               | 1954          | Sven Nordström (1847)                                                                                       |
| Ulrika kyrka                                             | 1970          | Johan Niclas Cahman (1734)                                                                                  |
| Utö kyrka                                                | 1972          | Olof Hedlund (1745)                                                                                         |
| Vallerstads kyrka                                        | 1950          | Nils Ahlstrand (1841)                                                                                       |
| Valö kyrka                                               | 1971          | Gustaf Andersson (1831)                                                                                     |
| Venjans kyrka                                            | 1990          | Setterquist & Son (1917)                                                                                    |
| Virestadsorgeln i Smålands museum, Växjö                 | 1953          | Hans Heinrich Cahman (1690)                                                                                 |
| Voxna kyrka                                              | 1988          | Setterquist & Son (1888)                                                                                    |
| Voxtorps kyrka, Jönköpings län                           | 1959          | Johan Nikolaus Söderling (1852)                                                                             |
| Vårdinge kyrka                                           | 1979          | Setterquist & Son (1938) (fasad från 1844)                                                                  |
| Värmskogs kyrka                                          | 1959–1960     | E A Setterquist (1857)                                                                                      |
| Värmskogs församlingshem                                 | 1961          | Nyströms harmonium (1869)                                                                                   |
| Västra Eneby kyrka                                       | 1975          | Sven Nordström (1850)                                                                                       |
| Yxnerums kyrka                                           | 1959          | C M Ringström (1826. Besiktning och avlägsnande av crescendoskåp)                                           |
| Åtvids gamla kyrka                                       | 1957          | Jonas Wistenius (1751) (Rekonstruktion. Albert Schweitzer har spelat på orgeln)                             |
| Österfärnebo kyrka                                       | 1973          | E H Eriksson (1906)                                                                                         |
| Österviks kapell, Kristinehamn                           | 1973          | Th J Trayser (1872 harmonium)                                                                               |
| Östra Ryds kyrka, Östergötland                           | 1966          | Lars Strömblad (1777, rekonstruktion)                                                                       |
| Östra Skrukeby kyrka                                     | 1963          | Pehr Schiörlin (1794)                                                                                       |
| Östra Ämterviks kyrka                                    | 1971          | Andreas Jönsson (1847)                                                                                      |

### Norge
| Plats                        | År   | Byggd av                   |
| ---------------------------- | ---- | -------------------------- |
| Förste Metodistkyrkje (Oslo) | 1987 | Jörgensen Orgelfabrik 1920 |
| Tvedestrand                  | 1983 | Olsen & Jörgensen (1920~)  |
| Tylldalen                    | 1982 | (Tysk firma, 1920~)        |

### Finland
| Plats  | År   | Byggd av               |
| ------ | ---- | ---------------------- |
| Nagu   | 1977 | Olof Schwan (1791)     |
| Nystad | 1978 | Marcussen & Son (1865) |

## Nybyggnation
| Plats                          | År   | Anteckningar                                                                         |
| ------------------------------ | ---- | ------------------------------------------------------------------------------------ |
| Faringe kyrka                  | 1943 |                                                                                      |
| Gävle Bomhus                   | 1957 |                                                                                      |
| Svenska Frimurare Orden, Gävle | 1957 |                                                                                      |
| Oslättsfors kapell             | 1944 |                                                                                      |
| S:t Anna                       | 1944 | Byggd tillsammans med John Vesterlund under det gemensamma firmanamnet AB Kyrkorglar |
| Uppsala Folkeskoleseminariet   | 1947 | Påbörjat av Oskar Sundström 1946 och färdigbyggd av Bröderna Moberg 1947             |

## Inventeringar
| Plats                    | År            | Anteckningar |
| ------------------------ | ------------- | ------------ |
| Kongsberg, Norge         | 1974          |              |
| Altuna slottskapell      | 1961          |              |
| Nora Tärnsjö             | 1956          |              |
| Rosersbergs slottskapell | 1964 och 1975 |              |

## Filmer
| Plats                             | År   | Anteckningar |
| --------------------------------- | ---- | ------------ |
| Seglora kyrka, Skansen, Stockholm | 1963 |              |
| Tjällmo                           | 1969 |              |

## Ljudupptagningar
| Plats                                 | År                     | Anteckningar |
| ------------------------------------- | ---------------------- | ------------ |
| Tjällmo                               | 1968, 1969, 1970, 1971 |              |
| Brunnby                               |                        |              |
| Hedlundorgeln i Sandviken Invigningen | 1979                   |              |
| Åtvids gamla kyrka                    | 1957                   |              |
| Skällvik                              | 1969                   |              |
| Jonsered                              | ?                      |              |
| Sandvikens kyrka Radioinspelning      | ?                      |              |
| Häradshammar Folkströms kapell        |                        |              |
| Jonsberg                              | ?                      |              |
| Haraker                               | 1961                   |              |
| Alvesta                               | ?                      |              |
| Karlskrona Trefaldighet               |                        |              |